# المجلس (كازاخستان)
المجلس (بالكازاخية: Мәжіліс)، هو المجلس الأدنى لبرلمان كازاخستان. ويتكون المجلس من 107 نائب. يتم انتخاب 98 عضوا للمجلس على أساس الاقتراع السري والمتساوي والمباشر. 9 نواب المجلس الآخرون تنتخبهم الجمعية من بين شعب كازاخستان.